# Palla da golf

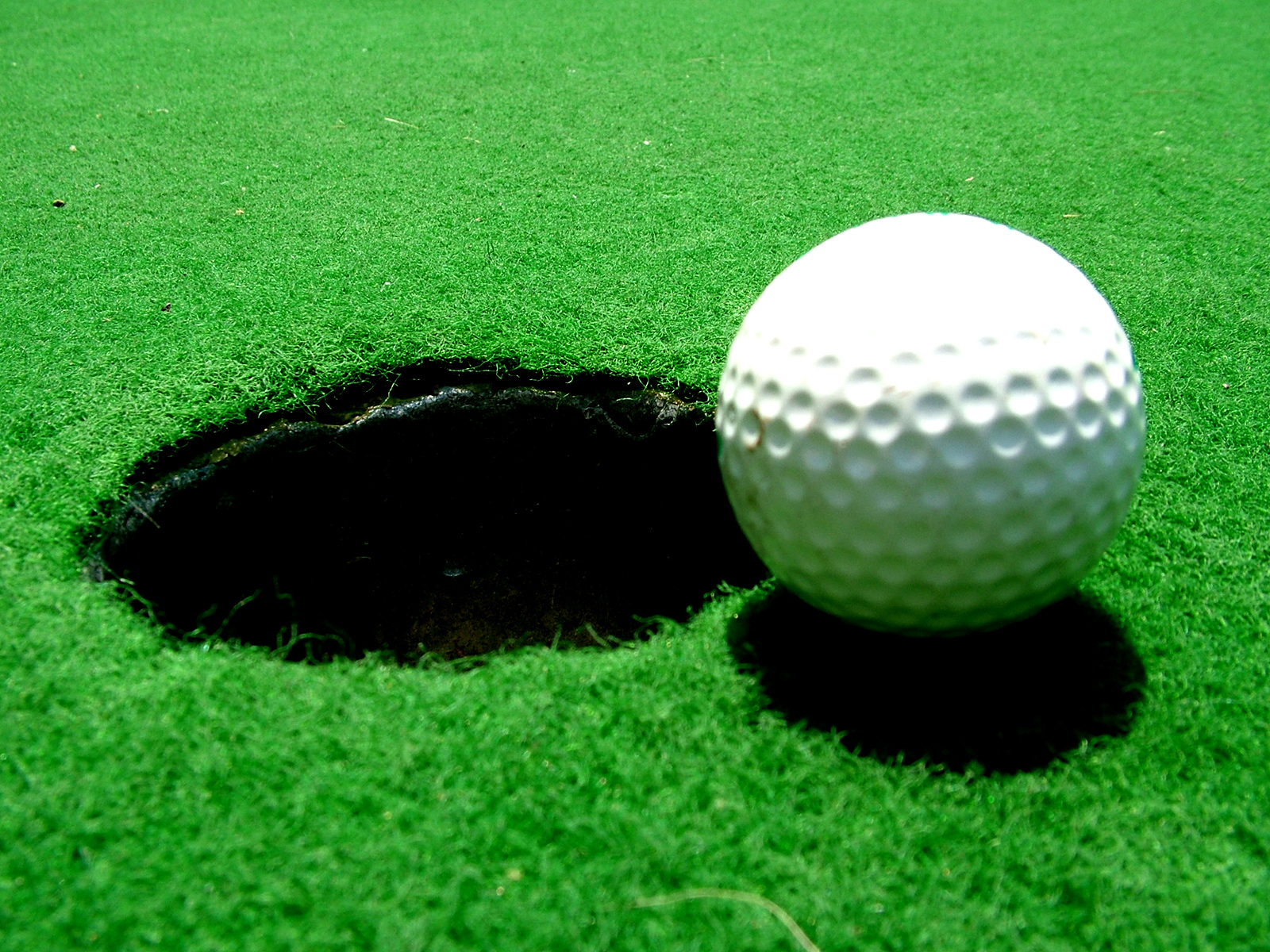
Pallina da golf

Una palla da golf è una pallina creata appositamente per giocare a golf. Secondo le regole dello sport, una pallina da golf ha una massa non superiore a 45,9 g, un diametro non inferiore a 42,7 mm e funziona entro determinati limiti di velocità, distanza e simmetria.

## Storia
Quando il golf nacque nel Quattrocento, le palline erano grezze e fatte in legno. Dal Cinquecento all'Ottocento si impiegavano delle palle realizzate riempendo dei sacchetti di pelle con piume d'oca che garantivano migliori prestazioni, questo nonostante fossero più costose e fragili oltre che inutilizzabili quando si bagnavano. Dalla metà dell'Ottocento, con la diffusione delle mazze da golf con la testa in ferro che distruggevano le palline, si iniziarono a creare delle più robuste palle da golf utilizzando la linfa secca della sapodilla. Questo tipo di pallina divenne sempre più performante fino al giorno d'oggi.